# Huest
Huest település Franciaországban, Eure megyében. Lakosainak száma 776 fő (2022. január 1.). Huest Sassey, Évreux, Fauville, Gauciel, Gravigny és Miserey községekkel határos.

## Népesség
A település népességének változása:
| Lakosok száma | 231  | 651  | 581  | 656  | 724  | 773  | 799  | 785  | 778  | 776  |
|               | 1968 | 1982 | 1990 | 2006 | 2013 | 2015 | 2017 | 2019 | 2020 | 2022 |